# 哈里·弗雷斯特
哈里·弗雷斯特（英語：Harry Forrester；1991年1月2日—）是一位英格蘭足球運動員。在場上的位置是攻擊型中場。他現在效力於英格蘭足球甲級聯賽球隊唐卡斯特流浪足球俱樂部。他也代表英格蘭各級國青隊參賽。

## 外部連結
- 足球数据库：哈里·弗雷斯特的球员统计数据
- Harry Forrester career statsat AVFC.co.uk（页面存档备份，存于）
- Harry Forrester career statsat KilmarnockFC.co.uk（页面存档备份，存于）